# Monte Poggio
Il Monte Poggio, 1.081 m, è un rilievo sito all'interno del Parco Regionale delle Capanne di Marcarolo (provincia di Alessandria).

## Descrizione
La montagna è caratteristica per la sua ampia mole piramidale, ed è riconoscibile per la sua posizione isolata che domina il lato sinistro della valle del Gorzente e gli omonimi laghi. Sulla sua cima si trovano alcune rovine, nei pressi delle quali si trovano una croce di vetta e un cippo in cemento.
La prominenza topografica del monte è di 258 metri.

## Geologia
Il monte Poggio, come altri rilievi della zona, è caratterizzato dalla prevalenza di rocce peridotitiche, che affiorano in vari punti del grande cono principalmente erboso.

## Accesso alla vetta

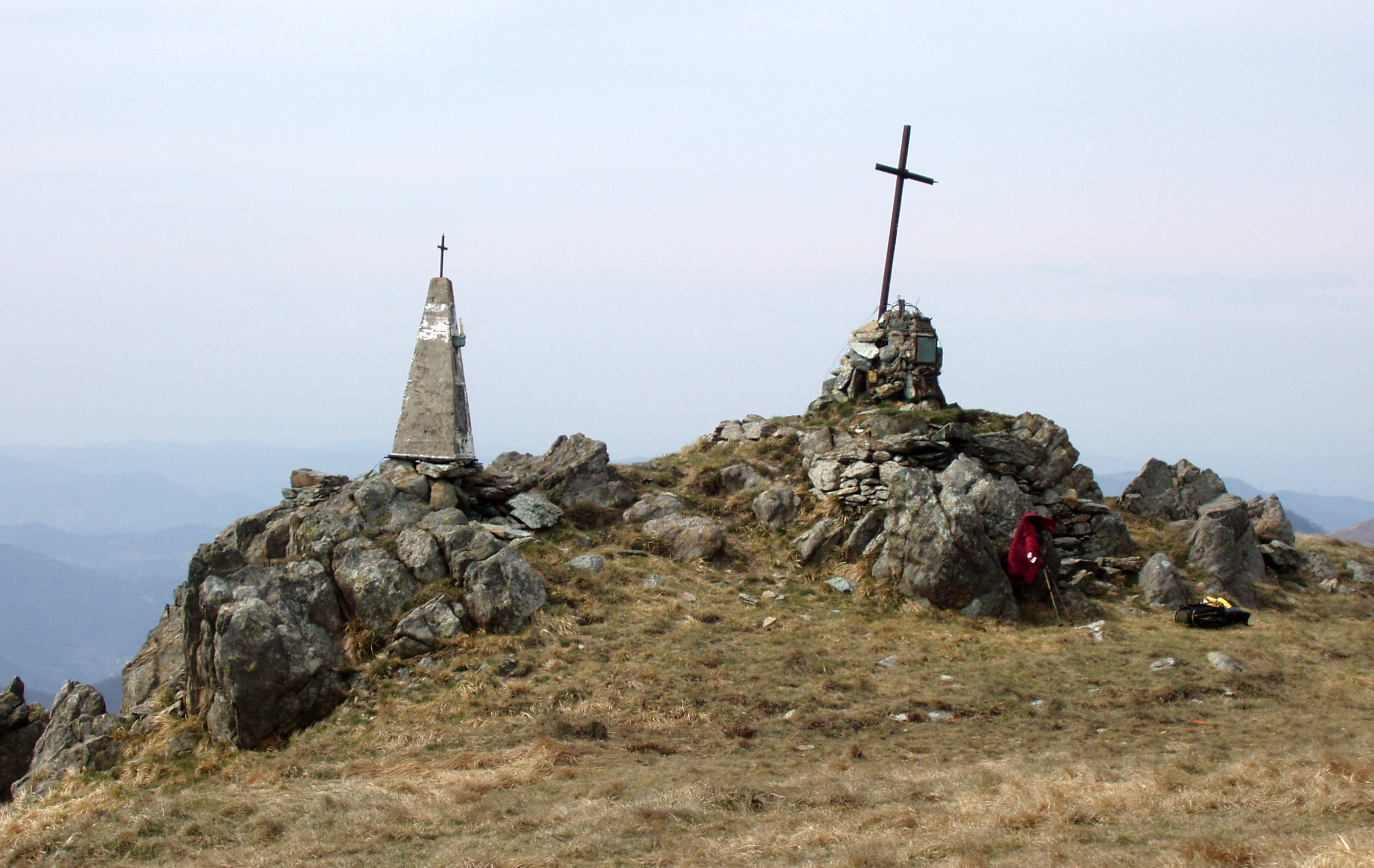
La cima del monte

La via più breve per raggiungerne la sommità è un sentiero segnato che ha inizio dalla strada provinciale 167 (vicinanze località case Poggio), un altro percorso parte dalla località Capanne Superiori (presenza Cappella N.S Assunta ai bordi della SP 167). Dalla cima panorama sui Laghi del Gorzente e le vicine vette dei monti Tobbio e Figne, in condizioni di cielo limpido visuali della Corsica e dell'arco alpino ove spiccano i profili del Monviso e del Monte Rosa.